# Hotel St. Gotthard
Das Hotel St. Gotthard ist ein  Hotel an der Bahnhofstrasse in Zürich. Es wurde 1889 vom Zürcher Hotelier Kaspar Manz gegründet und ist bis heute in Familienbesitz.

## Geschichte
1889 übernahm der Zürcher Hotelier Kaspar Manz das kleine Hotel St. Gotthard, das in einem damals noch unbedeutenden Stadtteil Zürichs in Bahnhofsnähe lag: an der späteren Bahnhofstrasse. Bis 1907 kaufte Kaspar Manz vier weitere umliegende Gebäude dazu, die an das Hotel angegliedert wurden. 1910 übernahm Ernst Manz, Sohn von Kaspar Manz, das Hotel. In den kommenden zwei Jahrzehnten passte er das Hotel den Entwicklungen an. So stand den Gästen in den Zimmern ab 1913 Warmwasser zur Verfügung, 1920 wurden Zimmertelefone und Etagen-Badezimmer eingeführt. Auch unter der schwierigen wirtschaftlichen Situation in den 1930er-Jahren führte Ernst Manz den Ausbau des Hotels fort. So wurde 1935 die Hummer- und Austernbar eröffnet. 1945 hatten acht Zimmer ein Privatbad und  1959 verfügten sämtliche Zimmer über ein privates Bad.
1951 übernahm Caspar E. Manz, Sohn von Ernst Manz, die Leitung des Hotels. 1974 heiratete er in zweiter Ehe Ljuba Manz-Lurje, mit der er zwischen 1970 und 1981 die Geschäftstätigkeiten durch verschiedene Akquisitionen von Hotels in der Schweiz und in Südamerika erweiterte. 1987 wurde das Hotel St. Gotthard in eine Aktiengesellschaft und 1997 in die Manz Privacy Hotels Switzerland (MPH) eingebracht, die bis heute Eigentümerin des Hotels St. Gotthard ist. 1987 übernahm Ljuba Manz-Lurje die Führung der Manz Privacy Hotel Gruppe als Präsidentin des Verwaltungsrates, dem sie seit 1974 angehört. Der Ehe von Caspar E. Manz († 2010) mit Ljuba Manz-Lurje entstammen die beiden Zwillingssöhne Alexander und Michael Manz.
Dank seiner Lage wurde das Hotel auch von Prominenz aufgesucht. So trafen sich während des Zweiten Weltkrieges US-General Eisenhower und der englische Feldmarschall Montgomery 1942 zu geheimen Gesprächen im Hotel St. Gotthard. Henri Guisan, Henry Kissinger und der Dalai Lama sowie Maria Callas, Arnold Schwarzenegger oder Schweizer Bundesräte zählten zu den Gästen des Hauses.

## Gegenwart
Das Hotel St. Gotthard verfügt über 138 Zimmer, davon elf Suiten auf fünf Stockwerken. Die «St. Gotthard-Suite» ist mit 84 Quadratmetern die grösste Suite an der Bahnhofstrasse.
Das Hotel beherbergt die im Jahre 1935 gegründete Hummer- und Austernbar, das «Lobby-Bistro», eine italienische Kaffee- und Aperitivo-Bar und die direkt an die Bahnhofstrasse grenzende «Piazzetta-Terrasse». Die Hummer- und Austernbar gilt als Treffpunkt der Zürcher Gesellschaft.

## Das Hotel in Literatur, Kunst, Musik und Film
- Im Kriminalroman von Michael Molsner setzt sich die Hauptfigur in das Café des Hotel St. Gotthard und fühlt sich wie im Paradies.[7]
- Im Roman Ein Mann von Ehre von Jeffrey Archer übernachtet die Hauptfigur im Hotel St. Gotthard.[8]
- Der Kunstmaler Willy Guggenheim schuf 1948 ein Porträt eines Portiers des Hotel St. Gotthard. Das Gemälde ist in Besitz der Anliker-Stiftung.
- Mikhail Pletnev komponierte zum 120-jährigen Bestehen des Hotel St. Gotthard 2009 den St. Gotthard-Jubiläums-Marsch, welcher von der Stadtmusik Zürich uraufgeführt wurde, sowie die Begleitmusik zum Festakt.[9]
- Im politischen Kriminalfilm Kodeks Bestschestija («Kodex der Ehrlosigkeit») von W. Shilowskiy über die Machenschaften der kommunistischen Partei (KPSS) finden einzelne Szenen in Räumlichkeiten des Hotels St. Gotthard statt.[10]